# عمر صبری
عمر صبری (انگلیسی: Omar Sabry؛ زادهٔ ۵ اکتبر ۱۹۲۷) بازیکن واترپلو اهل مصر بود.